# أسيتيل أسيتونات الكروم الثلاثي
 أسيتيل أسيتونات الكروم الثلاثي مركب كيميائي له الصيغة C15H21CrO6 ، ويكون على شكل صلب ذي لون قرمزي، وهو معقد تساندي.

## الخواص والبنية
- ينحل أسيتيل أسيتونات الكروم الثلاثي في الماء كما ينحل في المذيبات غير القطبية.
- يكون للمعقد بنية متناظرة مثالية للنمط D3. وكما غيره من معقدات الكروم الثلاثي فإن له توزيع إلكتروني d3.
- على الرغم من خموله لتفاعلات الاستبدال إلا أن أسيتيل أسيتونات الكروم الثلاثي يخضع لتفاعل برومة (إصافة البروم) عند الموقع 3 بالنسبة للحلقة المتمخلبة.

## التحضير
يحضر مركب أسيتيل أسيتونات الكروم الثلاثي من تفاعل أكسيد الكروم الثلاثي مع أسيتيل الأسيتون (Hacac) في وسط حمضي
Cr2O3  +  6 Hacac   →  2 Cr(acac)3  +  3 H2O

## الاستخدامات
- يستخدم في مطيافية الطنين النووي المغناطيسي NMR كعامل استرخاء relaxation agent وذلك لانحلاليته في المحلات (المذيبات) العضوية غير القطبية، ولخاصته المغناطيسية الطردية.